# Lomatogonium
Lomatogonium es un género  de plantas con flores perteneciente a la familia Gentianaceae.  Comprende 39 especies descritas y de estas, solo 21 aceptadas.

## Descripción
Son plantas anuales o perennes, decumbentes - erectas, simples o ramificadas a partir de hierbas de base. Los tallos en la mayoría presentes, a veces ausentes, canaliculados. Hojas basales y caulinares, sésiles - largo pecioladas. Inflorescencia larga o corta pedunculada, axilares o terminales. Flores pediceladas con 4-5 meros. Pedicelo corto o largo. Cáliz 4-5 lóbulos, lóbulos siempre más largo que el tubo o ausente tubo, igual. o desigual. Corolla 4-5 lobulado, rotar, lóbulos separaron casi hasta la base o ausente tubo, azul claro, azul, púrpura, violeta o blanco con un tinte anterior, lóbulos fimbriado, fimbrias en grupo de dos o uno, pero sin nectarios o pozos . Estambres correspondientes al número de lóbulos de la corola, lineal filamento, subulada o dilatadas en la base, anteras globosas, diminutos o comparativamente grandes.  Cápsula, elipsoide, muchas sin semillas. Las semillas pequeñas, de color marrón rojizo, reticuladas o lisas.

## Taxonomía
El género fue descrito por  Addison Brown y publicado en Flora 13(1): 221–223. 1830.

## Especies seleccionadas
- Lomatogonium bellum
- Lomatogonium bonatianum
- Lomatogonium brachyanthemum
- Lomatogonium caeruleum
- Lomatogonium caespitosum